# Достык (Шардаринский район)
Достык (каз. Достық) — село в Шардаринском районе Туркестанской области Казахстана. Административный центр и единственный населённый пункт Достыкского сельского округа. Расположено в 90 км к северу от районного центра — города Шардара. Код КАТО — 516435100.

## Население
В 1999 году население села составляло 2738 человек (1433 мужчины и 1305 женщин). По данным переписи 2009 года, в селе проживало 3238 человек (1677 мужчин и 1561 женщина).